# Cognac Charente Basket-Ball
El Cognac Charente Basket-Ball, también conocido como Cognac CBB, fue un equipo de baloncesto francés con sede en la ciudad de Cognac. Disputa sus partidos en el Complexe des Vauzelles, con capacidad para 2.500 espectadores. En verano de 2018 el club desaparece por problemas económicos, fundándose el Cognac Basket Avenir para ocupar su lugar.

## Posiciones en liga
- 1989 - (15-Pro B)
- 1990 - (4-Pro B)
- 1991 - (Pro B)
- 1992 - (N1)
- 2009 - (1-NM2)
- 2010 - (16-NM1)
- 2011 - (1-NM2)
- 2012 - (7-NM1)
- 2013 - (5-NM1)
- 2014 - (13-NM1)
- 2015 - (15-NM1)
- 2016 - (3-NM2)
- 2017 - (4-NM2)
- 2018 - (4-NM2)

## Palmarés
- Campeón NM2 - 2009, 2011
- Campeón Grupo B NM2 - 2011
- Semifinales Playoffs NM1 - 2013

## Jugadores históricos
| - Francia Éric Courant - Francia Julien Gaborit - Francia Sébastien Collin - Francia Philipe Jayat - Estados Unidos Bob Riley - Francia Christophe Cibrot - Francia Hubert Eïto - Francia Olivier Grosset - Francia Michel Tison - Francia Bernard Sauty | - Francia Antoine Eito - Francia David Florac - Francia Philippe Biais - Estados Unidos Leon Piper - Francia Jerome Ferrini - Francia Remy Conderanne - Estados Unidos Dan Aultman - Serbia Slobodan Ocokoljic - Francia Mathieu Bigote - Francia Jonathan Godin |